# Вакароло (Бреша)
Вакароло је насеље у Италији у округу Бреша, региону Ломбардија.
Према процени из 2011. у насељу је живело 263 становника. Насеље се налази на надморској висини од 101 м.